# Carlo Perrone (calciatore 12 ottobre 1960)
Carlo Perrone (Roma, 12 ottobre 1960) è un allenatore di calcio ed ex calciatore italiano, di ruolo difensore.

## Carriera

### Giocatore
Cresciuto nel settore giovanile della Lazio, esordisce in prima squadra nella stagione 1977-1978, precisamente nella gara di campionato pareggiata per 2-2 con il Verona il 5 febbraio 1978, nella quale il tecnico Luís Vinício lo fece subentrare a Lionello Manfredonia al 21'. Nelle successive quattro annate laziali, intervallate da una non felice esperienza con la Roma, troverà spazio tra i titolari biancocelesti. Si trasferisce successivamente all'Ascoli, poi, al Lecce e all'Avellino per poi chiudere la carriera con la casacca della Lodigiani.

### Allenatore

#### Gli inizi
Dopo aver passato due stagioni con la Viterbese dal 2004 al 2006 prima alla berretti dove lanciò Leonardo Bonucci ed ebbe l'intuizione di utilizzarlo come difensore centrale e non più come attaccante. L'anno successivo passa alla prima Serie C2 dove viene esonerato alla terza giornata dopo 2 sconfitte e una vittoria. Successivamente passa al Tivoli nelle prime giornate della stagione 2006-2007, nella seconda metà del campionato 2008-2009 è l'allenatore del Pescina VG, formazione della Lega Pro Seconda Divisione (ex Serie C2). La squadra riesce a qualificarsi per i playoff soprattutto per i punti ottenuti nel girone di ritorno ed elimina in semifinale Catanzaro e in finale il Gela, conquistando la promozione in Lega Pro Prima Divisione 2009-2010.
L'inizio della stagione 2009-2010, con l'ex campione del mondo Paolo Rossi come vicepresidente, non è dei migliori: dopo due pareggi in due partite, viene esonerato dalla società prima della terza giornata del torneo.

#### Le vittorie a Salerno
Il 26 luglio 2011 viene annunciato come nuovo tecnico del Salerno Calcio nel campionato di Serie D 2011-2012. Con la squadra campana conquista la promozione in Lega Pro, battendo all'ultima giornata il Monterotondo.
Il direttivo della squadra campana sceglie, però, di non riconfermarlo. Tuttavia, il 20 settembre 2012, Perrone è di nuovo sulla panchina della Salernitana, nuova denominazione assunta dal Salerno Calcio: sostituirà l'esonerato Giuseppe Galderisi nel ruolo di allenatore fino al termine della stagione. Perrone ritrova la Salernitana sui bassifondi della classifica e la porta alla vittoria del campionato di Seconda Divisione con tre giornate d'anticipo; il successo è bissato dalla conquista della Supercoppa, contro la Pro Patria. All'inizio della stagione seguente, arriva la riconferma, ma il 17 luglio, poco prima della partenza per il ritiro della Salernitana, decide di abbandonare la guida della compagine granata. Tuttavia, viene richiamato sulla panchina granata il 21 ottobre 2013, per prendere il posto del dimissionario Stefano Sanderra. Questa terza avventura a Salerno si conclude, però, con l'esonero: il 26 gennaio 2014, all'indomani della sconfitta contro il Pontedera, la società chiama sulla panchina granata Angelo Gregucci.

#### L'Aquila e Monterosi
Il 18 luglio 2015 torna ad allenare, dopo un anno sabbatico, assumendo la guida tecnica dell'Aquila, club militante in Lega Pro, per poi essere sollevato dall'incarico il 12 aprile 2016, venendo sostituito da Giacomo Modica.
Il 2 maggio seguente viene richiamato sulla panchina dell'Aquila con la società in piena lotta per i play-out. Il 1º giugno, dopo la retrocessione della squadra in Serie D, risolve consensualmente il contratto che lo legava ai rossoblu.
Nell'ottobre 2017 diventa l'allenatore del Monterosi Tuscia, squadra laziale militante nel girone G di Serie D, fino al 29 gennaio 2018, giorno del suo esonero.

## Palmarès

### Giocatore

#### Club

##### Competizioni giovanili
- Campionato Allievi Nazionali: 2

Lazio: 1976-1977, 1977-1978
- Coppa Italia Primavera: 1

Lazio: 1978-1979

##### Competizioni nazionali
- Campionato italiano di Serie B: 1

Ascoli: 1985-1986

##### Competizioni internazionali
- Coppa Mitropa: 1

Ascoli: 1986-1987

### Allenatore
- Campionato italiano Serie D: 1

Salerno: 2011-2012 (girone G)
- Campionato italiano di Lega Pro Seconda Divisione: 1

Salernitana: 2012-2013 (girone B)
- Supercoppa di Lega Pro Seconda Divisione: 1

Salernitana: 2013